# Dictator (modern)

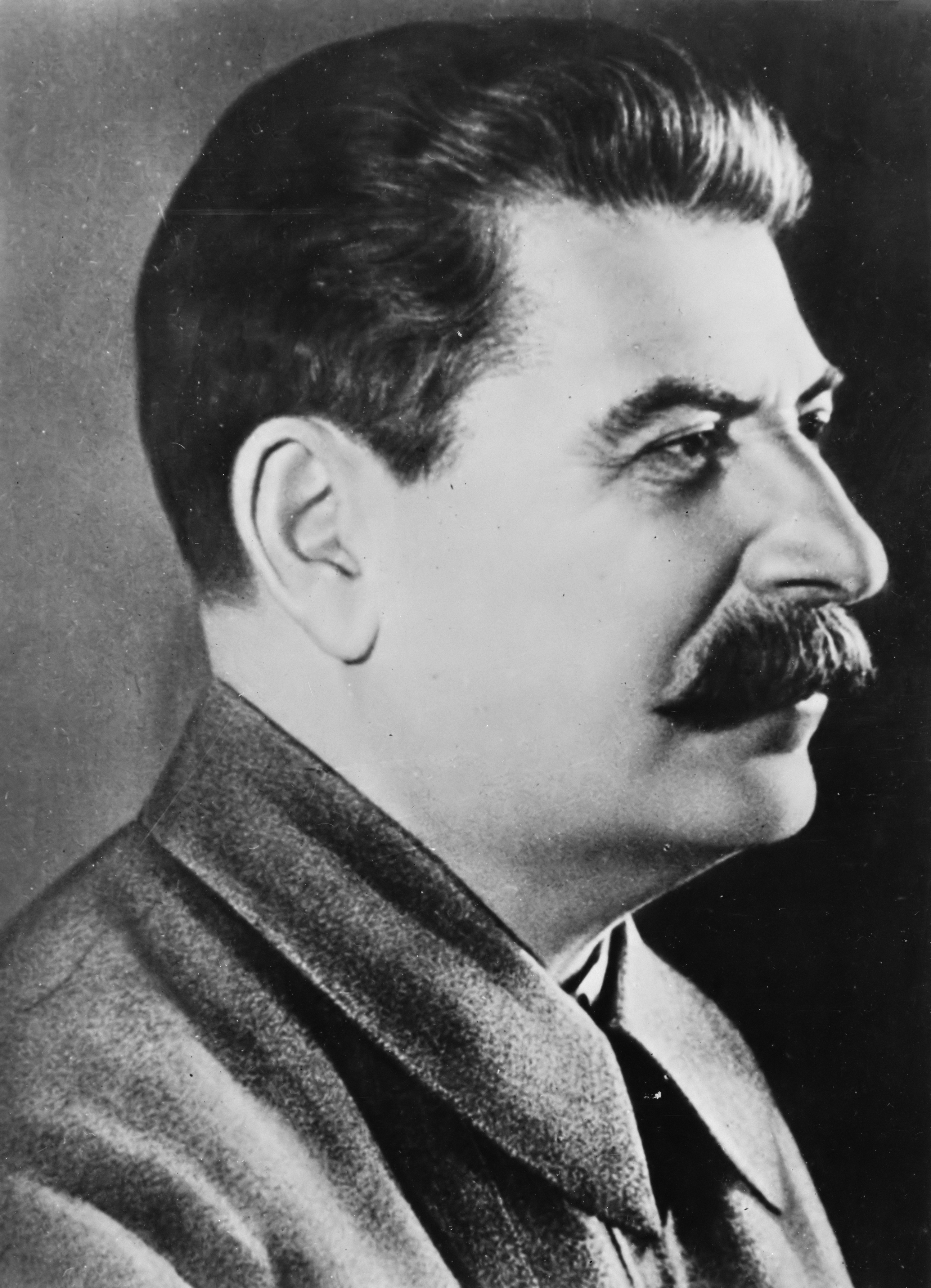
Voormalig Secretaris-Generaal van de Russische Communistische Partij Jozef Stalin, dictator van de Sovjet-Unie in 1942

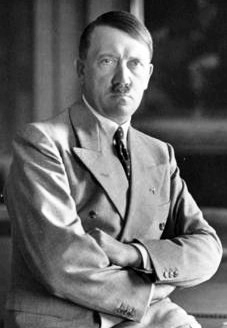
Führer Adolf Hitler, voormalig dictator van nazi-Duitsland (1933)

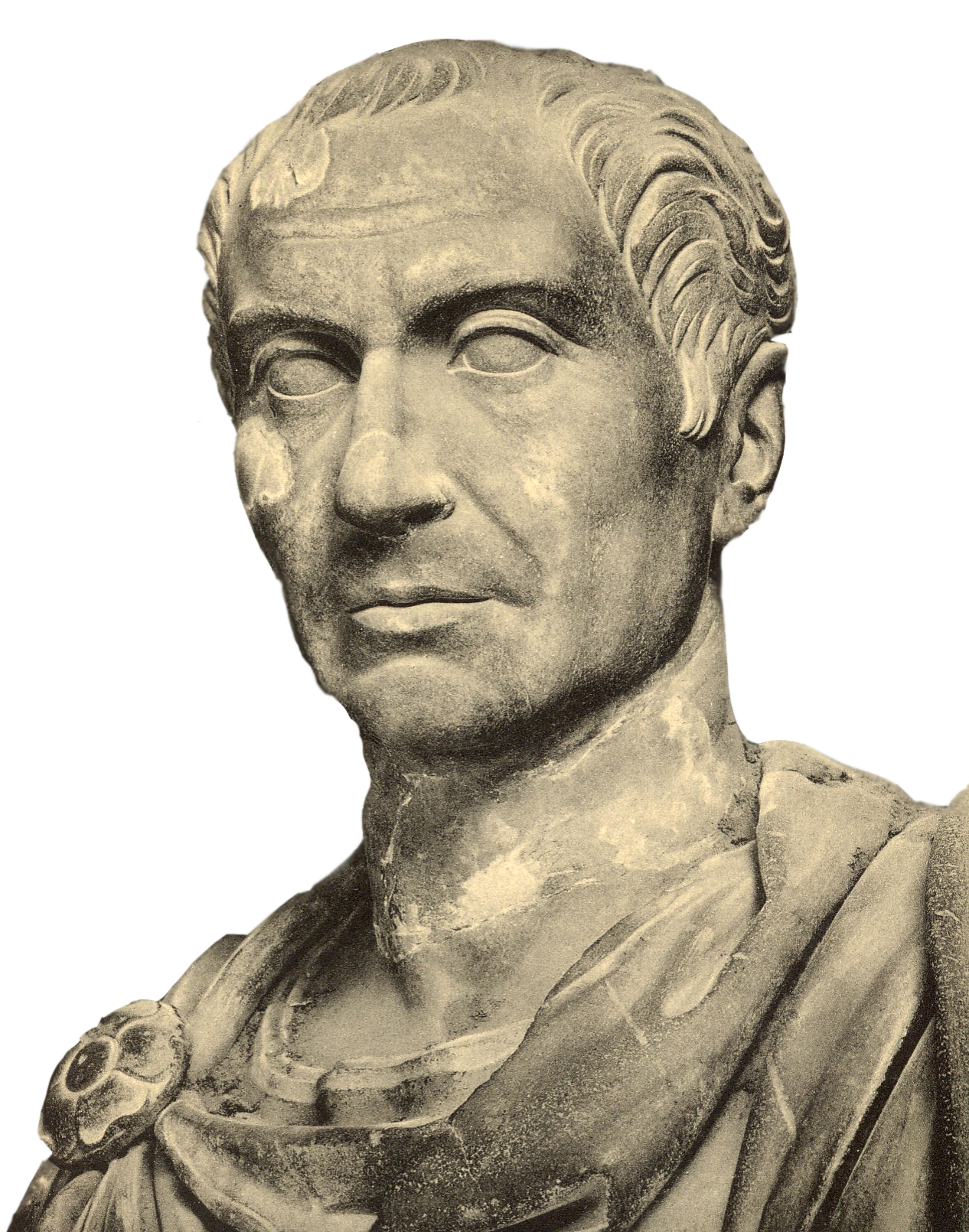
Generaal Gaius Julius Caesar, voormalig dictator van Rome (± 50 v.Chr)

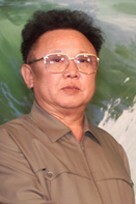
De 'Geliefde Leider' Kim Jong-Il, voormalig dictator van Noord-Korea tot zijn dood in 2011 (2009)

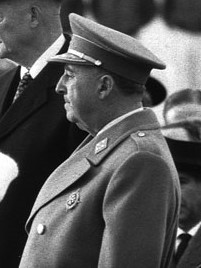
Generalísimo Franco, voormalig dictator van Spanje (1959)

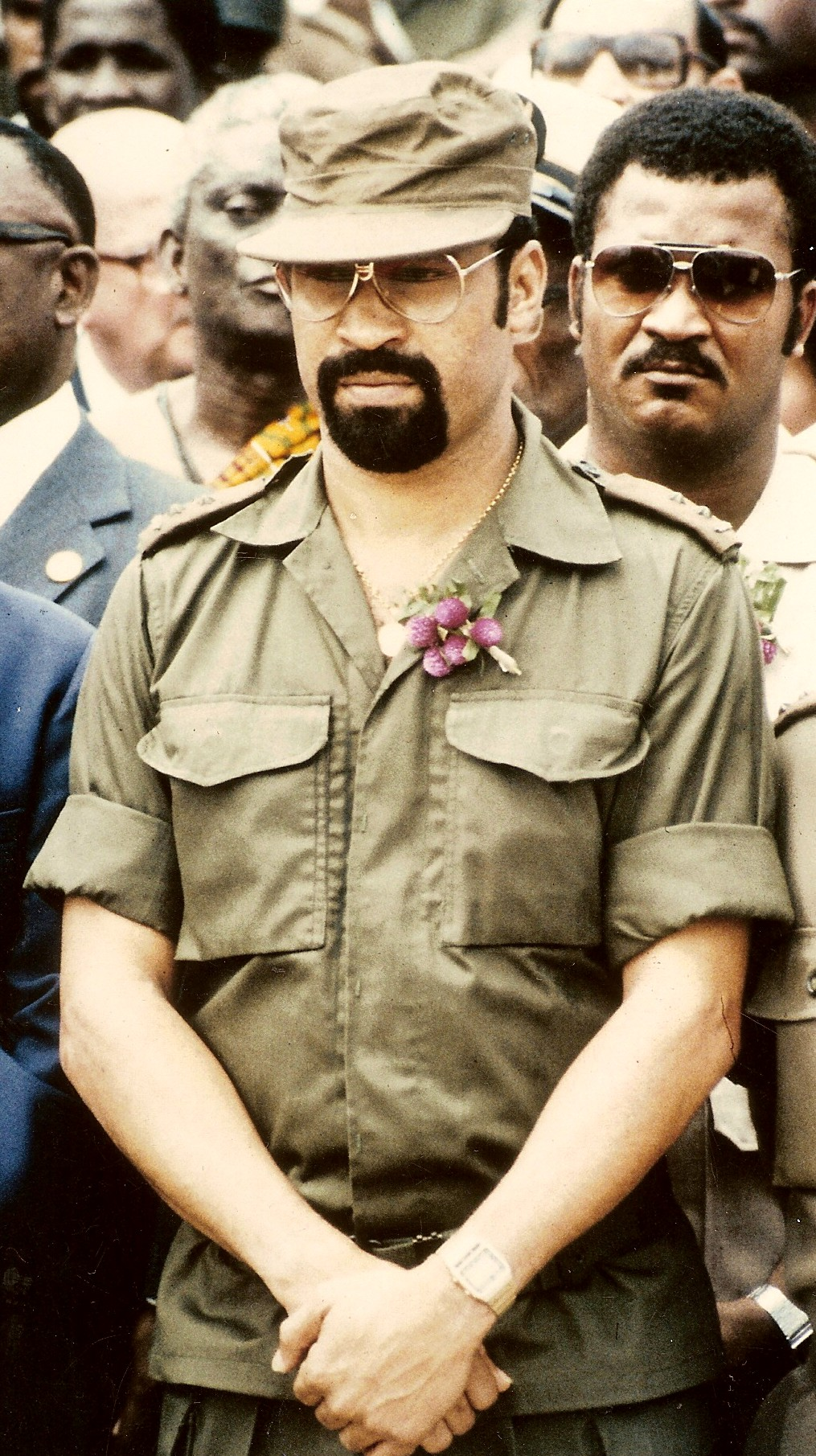
'Legerleider' Desi Bouterse, voormalig dictator van Suriname bij een parade in 1985

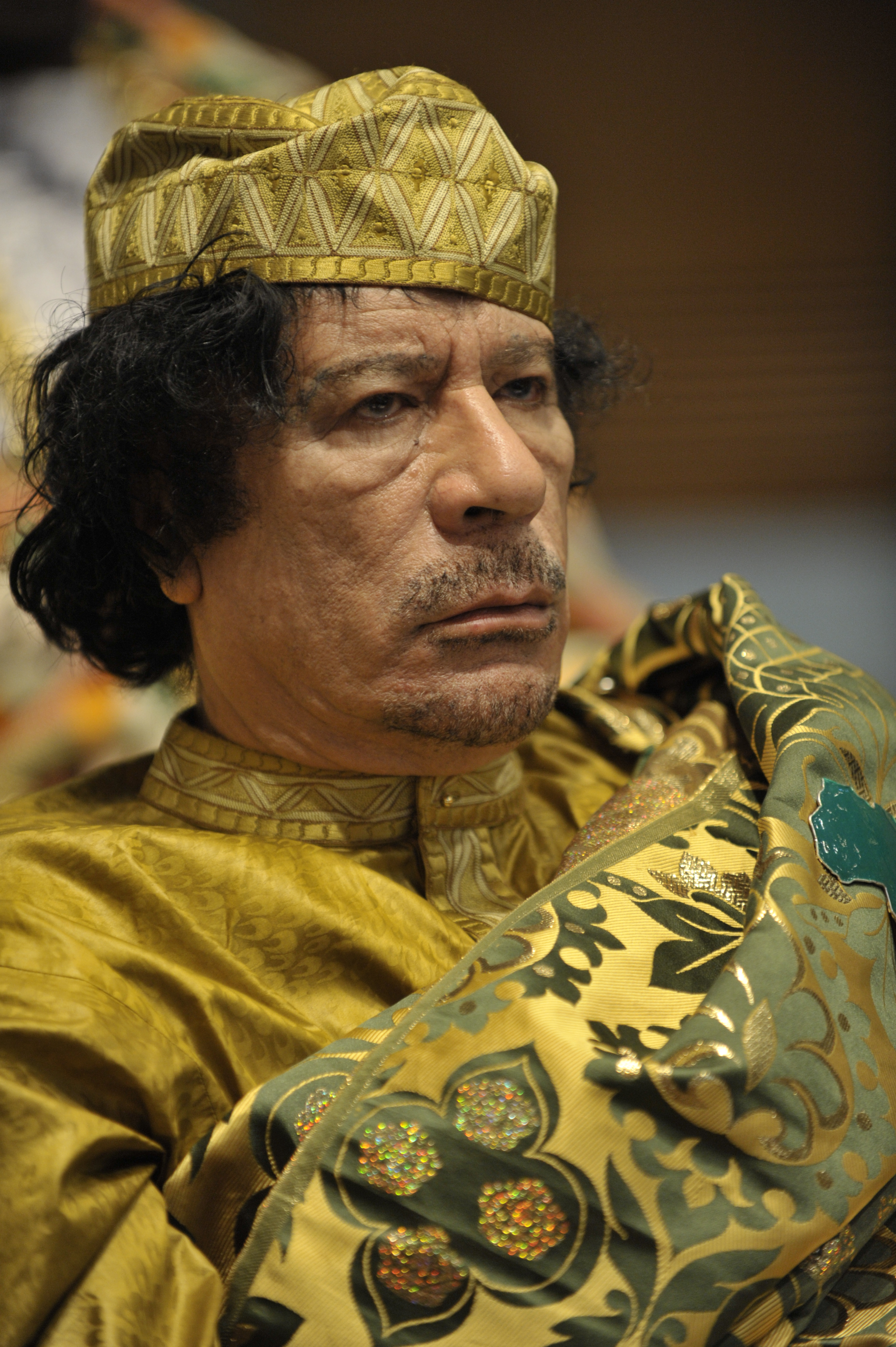
'Broeder Leider' Moammar al-Qadhafi, voormalig dictator van Libië bij een bijeenkomst van de AU (2009)

Een dictator is de leider in een dictatuur. Hij/zij verenigt in een persoon, of in een kleine kliek om hem heen, alle macht, dus de wetgevende, besturende en rechtsprekende macht van een land.

## Definities
De term is afgeleid van de Romeinse dictator die in de tijd van de Romeinse Republiek in crisistijden, als kordaat optreden geboden was, door de senaat voor een bepaalde tijd de absolute macht kreeg overhandigd.
De Romeinse dictator trad weer af als de crisis voorbij was en de senaat hernam dan zijn positie weer als de wetgevende macht. Julius Caesar werd zelf, door zijn grote overwinningen,  benoemd tot dictator 'perpetuus' (eeuwige dictator), dat wil zeggen dictator 'voor het leven', en was in die zin een moderne dictator evenals zijn opvolgers de Romeinse keizers. Ook de moderne dictator zal doorgaans nooit vrijwillig zijn macht opgeven. Het is als zodanig een heerser die regeert zoals een absoluut monarch, echter zonder enige dynastieke basis. Om deze reden staat de moderne dictator meer in de traditie van de tirannen uit de oudheid, dan van de Romeinse dictator.
Volgens een nauwe definitie is een dictator iemand die volledige en onbegrensde alleenheerschappij heeft. Volgens deze definitie zijn er maar weinig echte dictators geweest, voorbeelden daarvan zijn Adolf Hitler en Jozef Stalin. Omdat er maar weinig personen zijn geweest die in hun eentje alle macht hebben gehad, wordt met dictator over het algemeen een persoon bedoeld die aan het hoofd staat van een dictatuur, ook als hij niet de enige machthebber is. Een dictatuur waarin een persoon alles voor het zeggen heeft wordt autocratie genoemd. Andere vormen van dictatuur zijn de militaire dictatuur en de eenpartijstaat. Tegenwoordig worden ook absolute monarchen wel dictators genoemd.
Vaak heeft de term dictator de bijbetekenis van een onderdrukkend persoon die genadeloos afrekent met andersdenkenden, waardoor de term een sterk negatieve lading heeft. Bijna altijd verrijkt de moderne dictator zichzelf en zijn familie en de trouwe kliek om hem heen ongelimiteerd, waarbij de rijkdommen van het land in de praktijk als persoonlijk eigendom van de dictator behandeld worden. Desalniettemin zijn er in de geschiedenis dictators geweest die wel als 'verlichte' dictators zijn beschouwd; welke dat zijn hangt sterk af van persoonlijke politieke voorkeuren.

## Wel of geen dictator?
De scheidslijn tussen dictator en democraat is niet altijd eenvoudig te trekken, bijvoorbeeld wanneer iemand aan de macht is gekomen, of blijft, door (herhaalde) verkiezingsfraude zoals veel dictators doen om een schijn van legitimiteit op te houden. Ook is het mogelijk dat een dictator op democratische wijze aan de macht komt, zoals Adolf Hitler, maar vervolgens de democratie verandert in een dictatuur. Soms is er sprake van een collectief dat gezamenlijk de macht heeft zoals de Argentijnse junta in de jaren 1970. Meestal moet een dictator in zekere zin toch rekening houden met machtsstructuren zoals het leger of religieuze organisaties.
Daarnaast worden dictators door hun volgelingen of ondersteuners in sommige landen niet als zodanig betiteld. Stalin, die officieel partijleider van de Communistische Partij was, is pas zo'n dertig jaar na zijn dood door Rusland 'erkend' als dictator en ook de Chinese communist 'voorzitter' Mao Zedong werd in China lang gezien als voorbeeld van een goede leider en niet als dictator. Vaak noemen dictators zich eufemistisch 'president voor het leven' zoals de Oegandese dictator Idi Amin.
Het komt voor dat politiek leiders dictator worden genoemd terwijl zij dit strikt genomen niet zijn. Slobodan Milošević werd tijdens de NAVO-acties in 1999 in de westerse media consequent als dictator neergezet, terwijl hij via gewone verkiezingen was verkozen, en ook de steun van het volk (nog) had. Opmerkelijk is dat daarentegen een dictator als Robert Mugabe van Zimbabwe in de westerse pers als 'president Robert Mugabe' is betiteld. Mensen die een politiek leider dictator noemen zijn doorgaans geen voorstander van het beleid van de betreffende leider.

## Psychologisch portret van dictators
In het verleden zijn door de geallieerden in de Tweede Wereldoorlog al psychologische portretten van Hitler gemaakt, in de hoop zijn beweegredenen te achterhalen en denktrant te  voorspellen.
Onderzoek naar dictators zoals de beruchte Hitler en Stalin, maar ook naar veel andere autoritaire figuren zoals bendeleiders en gewetenloze zakenlieden, heeft uitgewezen dat ze allemaal intelligent zijn (om de macht in een staat te grijpen is natuurlijk ook een zekere intelligentie nodig), maar ook meedogenloos en zich anderszins ook weinig gelegen laten liggen aan andere mensen, en bovenal een narcistische en dikwijls ook paranoïde persoonlijkheid hebben. Het narcisme, en de daaruit vaak voortkomende grootheidswaanzin waarbij kritiek op de dictator verboden is, bevordert dan een aangemoedigde en meestal afgedwongen persoonlijkheidscultus waarin de dictator bewierookt wordt door zijn onderdanen. De paranoïde aanleg bevordert de sterke achterdocht van dictators, dikwijls zich uitstrekkend tot vroegere medestanders of zelfs familieleden, en een rigide controlesysteem (geheime diensten, informantennetwerken) dat genadeloos (vermeende) tegenstanders opspoort en uitschakelt. Dikwijls, maar niet altijd, hebben ze in hun jeugd te maken met een gewelddadige en/of autoritaire gezinssituatie met een onderdrukkende vader. Deze situatie wordt door de dictator bij zijn dictatorschap geïmiteerd maar nu met hemzelf als degene die de lakens uitdeelt. De vraag of iedereen, onder de juiste omstandigheden, zich tot gewetenloze dictator kan ontwikkelen lijkt bevestigend te zijn beantwoord door het beruchte Stanford Prison Experiment uit 1971. Hierbij werd een willekeurige groep studenten van de Stanford University verdeeld in 'bewakers' en 'gevangenen'. De 'bewakers' kregen de volledige zeggenschap over de 'gevangenen'. Al na een paar dagen waren de 'bewakers' ontaard in brute sadisten die hun (intussen tot apathie vervallen) 'gevangenen' sloegen en pijnigden als ze niet precies deden wat ze bevolen werd en na een week werd het experiment dan ook gestopt.